# Upplands runinskrifter 483
Upplands runinskrifter 483 är en runsten  i Kasby, Lagga socken i Uppland. Tillsammans med U 482 markerar den infarten till Kasby gård och den står på vägens högra sida. Ornamentiken på U 483 påminner om U 484 som står en bit längre in utmed samma väg.

## Inskriften
Inskriften är en så kallad nonsenssten och saknar språkligt innehåll. Den innehåller upprepningar av runorna ᛏᛒᛘᛚ (tbml) och ᚼᚾᛁᛅᛋ (hnias), som är delar av sekvensen i futhark.
Sekvensen ᚼᚾᛁᛅᛋ (hnias) visar sig dock vara felstavad där den förekommer i runslingan:
- ᚾᚼᛚᚾᛋ (ahlas)
- ᚼᚾᛅᛁᛋ (hnais)
- ᚼᛁᚾᛅᛋ (hinas)

### Inskriften i runor
ᚠᛁᛋᚾᚼᛚᚾᛋᛏᛒᛘᛚᛋᛏᛁᚼᚾᛅᛁᛋᛏ᛫ᛁᚱᚾᛅᛋᛏᛒ[ᛘᛚ]ᛦ[ᚢᛋᛏᚼᛏᚭᛁᚾᛋᛒᚴᛚᛦᛋᛏᛁᚭ]ᚼᛁᚾᛅᛋᛏᛁᛘᛦ
ᚦᚢᛁ᛫ᚱᛁᛋᛁᛁ᛫ᚭᚱᛁᛋ[ᛏ_]ᛅᛁ᛫ᛋᛏᚴᛁᛋᛏᚴᚾᛋᛏᚦᛁᚼᚢᚭᛁᛁᛋᛏ᛫ᛁᛁᛋᛏᛒᛘᚴᛦᛁᛋ_ᛏᛁᛏᚼᛁᛏ__ᛏ__

### Inskriften i translitterering
fisnhlnstbmlstihnaist * irnastb[ml]R[usthtoinsbklRstio]hinastimR +
+ þui × risii × oris[t...]ai * stkistknstþihuoiist × iistbmkRis=tithit---t--

## Historia
Runstenen har tidigare stått widh Kasby Säthe Gårdh i Åbrädden, där den beskrevs under 1600-talet. Den stod då i närheten till U 484. Senare delades stenen på längden i två delar som användes som grindstolpar innan den återigen sammanfogades och restes år 1941 på sin nuvarande plats.